# Molenbeek (Sint-Genesius-Rode)
De Molenbeek vanaf  Sint-Genesius-Rode tot Lot is een zijriviertje van de Zenne en behoort tot het stroomgebied van de Schelde.
De Molenbeek-Lakebeek-Meerbeek ontspringt op een hoogte van ongeveer 83 meter ter hoogte van de vijvers van Sint-Genesius-Rode, in het Dorpsgezicht Sint-Anna Hoeve en Hof Te Landsrode. Nadien stroomt de Molenbeek via Alsemberg, Dworp, Huizingen en Lot, waar ze uitmondt in de Zenne op een hoogte van ongeveer 25 meter.
De totale lengte van de Molenbeek bedraagt 12,5 km.
De Zevenborrebeek, de Kapittelbeek en de Kesterbeek zijn de voornaamste zijwaterlopen van de Molenbeek.